# Morbasco
Il Morbasco (Murbàsc in cremonese) è un corso d'acqua di origine meteorica, di scarico e sorgiva che attraversa la città di Cremona e parte della sua provincia.

## Storia
Il Morbasco ha origine naturale e tale dato è confermato dall'andamento sinuoso di brevi sezioni del suo corso, che per gran parte venne rettificato e canalizzato durante le corpose operazioni di bonifica idraulica del territorio iniziate in epoca medievale e protrattesi sino al XIX secolo.
La localizzazione della sorgente è piuttosto incerta; tuttavia, si ritiene che le sue acque derivassero, originariamente, da una zona di fontanili situata tra il pianalto di Romanengo e la città di Soncino, 35 km a nord di Cremona. L'antico alveo del fiume individua una valle fluviale di pianura detta appunto valle del Morbasco (o valle dei Navigli, in quanto attualmente la sua sezione superiore è percorsa dal Naviglio di Cremona). Di tale avvallamento restano numerose tracce, soprattutto nella zona di Cavatigozzi, anche se le opere di bonifica, la sistemazione della campagna ad uso agricolo e, per ultima, la crescente urbanizzazione le hanno rese meno evidenti di un tempo.

Recenti studi, inoltre, hanno avvalorato la teoria secondo cui la valle del Morbasco o dei Navigli fosse stata inizialmente scavata dal fiume Oglio, prima che quest'ultimo l'abbandonasse e prendesse il corso attuale.
Attualmente, non è possibile assegnare al Morbasco una vera e propria sorgente, sebbene fosse noto come tale un modesto fontanile situato in prossimità di Paderno Ponchielli, ad ogni modo deviato e interrato alcuni decenni fa. Il corso d'acqua, che non a caso è definito colatore, trae alimentazione dalle acque di scolo e da alcune rogge (tra cui la Roggia Spinadesca) che vi confluiscono nella zona tra Barzaniga (frazione di Annicco) e Casalmorano.
Se la parte medio-alta del corso del Morbasco venne influenzata e alterata dalle operazioni di rettifica, canalizzazione e derivazione (alcuni vasi di minore importanza, ad uso prevalentemente irriguo, prendono origine dal Morbasco a monte di Costa Sant'Abramo), la parte bassa del corso subì in passato numerose modifiche strettamente legate all'evoluzione del corso del Po. Risulta infatti che nel XVIII secolo il Morbasco confluisse nel fiume maggiore molto più a ovest di quanto avvenga ora, addirittura a monte di Cremona (precisamente, nei pressi del quartiere Picenengo). Il Po cambiò corso, spostandosi verso sud e occupando un nuovo alveo; uno dei rami abbandonati fu riutilizzato facendovi defluire il Morbasco, che quindi andò a gettarsi nel Po in posizione vicina a quella attuale.

## Idrografia
Il Morbasco è identificabile in modo preciso e con tale denominazione a partire dal comune di Paderno Ponchielli, nonostante la sorgente ivi collocata sia stata interrata.

Lambita la frazione di Ossolaro, entra in territorio comunale di Castelverde ove bagna il centro di Costa Sant'Abramo, mantenendo in linea di massima un andamento nord-sud.
Attraversate le due località di Casanova del Morbasco e Cavatigozzi, piega sensibilmente in direzione sud-est procedendo così parallelamente al fiume Po, con andamento pressoché rettilineo.
Dopo essere transitato sotto la tangenziale di Cremona, entra in città, dividendo il centro storico dal cosiddetto Quartiere Po. Al termine del percorso urbano, si mantiene parallelo al corso del fiume Po (occupandone un vecchio alveo abbandonato) dal quale è separato dall'argine maestro e da una vasta area golenale.
Giunto in prossimità di Bosco ex Parmigiano riceve le acque di un altro corpo idrico superficiale, il Cavo Cerca. Questo canale colletta parte delle acque sotterranee della città di Cremona, costituite da due corsi d'acqua di origine medioevale, oggi tombinati, che a loro volta traggono alimentazione dal Naviglio Civico.
Poche centinaia di metri a valle della confluenza, il Morbasco si getta nel Po: il deflusso delle acque è regolato da una imponente chiavica.
La lunghezza stimata del Morbasco, da Paderno Ponchielli sino alla confluenza nel Po, è di circa 32 km.
Attualmente, oltre alla funzione di scolmatore, ha anche un discreto ruolo nell'irrigazione delle colture. Inoltre, nonostante la cattiva qualità delle sue acque dal punto di vista chimico e biologico, è notevolmente frequentato per la pesca amatoriale. Nel corso degli ultimi decenni del XX secolo, tuttavia, gli scoli fognari che scaricavano direttamente nel Morbasco sono stati progressivamente deviati e allacciati a depuratori, migliorandone in modo considerevole le condizioni dell'acqua.
Di recente realizzazione è una pista ciclabile, che dalla città di Cremona segue il corso del Morbasco sino alla confluenza nel Po.